# Knox (Zeichner)

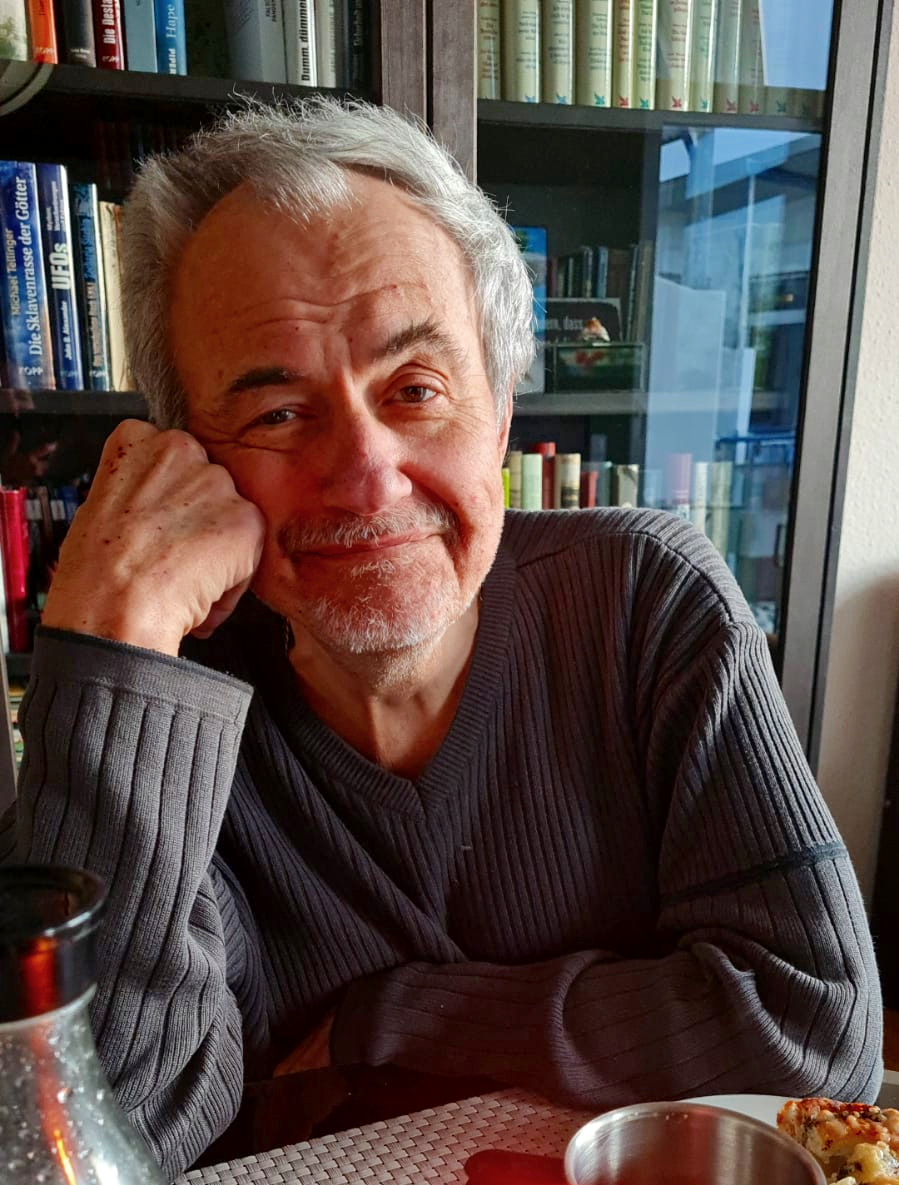
Bernd „Knox“ Knochenhauer genannt Heidenreich

Knox, eigentlich Bernd Hans Vincent Dominik Knochenhauer, genannt Heidenreich (* 20. November 1948 in Berlin; † 8. Oktober 2022 in Bretten), war ein deutscher Autor, Grafiker und Musiker.
Knox arbeitete in den 1970er Jahren als Pressezeichner für DDR-Zeitungen wie Wochenpost, Berliner Zeitung, Für Dich, Neue Berliner Illustrierte, Eulenspiegel-Verlag (Almanach der Karikatur), für niederländische, schweizerische und österreichische Zeitungen, die britische Punch und Svenska Dagbladet, hatte eigene Werbeagenturen, arbeitete für Printmedien, Rundfunk und Fernsehen und auch als Romanautor. Er schuf die Comics Molli Mollig & Hans Dampf, Störtebeker, Robin Hood der Ostsee, das Männer-Kochbuch Man(n) kocht und Cartoons nebst schwarzem Humor sowie auch die Karikaturenbücher Alte Säcke, Alte Schachteln und Alles Kacke! mit den bissig-satirischen Geschichten vom „Plattenbau-King-Herbert S“.
Er hat viele Maskottchen und Sympathiefiguren für die Werbung geschaffen.

## Werke
- Alles Kacke. Steffen Verlag, 2013, ISBN 978-3-942477-57-4.
- Alte Schachteln. Steffen Verlag, 2014, ISBN 978-3-942477-71-0.
- Alte Säcke. Steffen Verlag, 2014, ISBN 978-3-942477-72-7.
- Wehe Ehe. Steffen Verlag, 2016, ISBN 978-3-95799-026-6.
- Die Gicht lässt grüßen. Steffen Verlag, 2016, ISBN 978-3-95799-033-4.